# Jérôme de Larochette
Jérôme Rimoz de La Rochette (1755-1819) est un homme politique français.

## Biographie
Avocat en parlement et au bailliage ducal de Roanne, subdélégué de l'intendance de Lyon, procureur général syndic du district de Roanne, il est administrateur, puis député de Rhône-et-Loire à l'Assemblée législative et conseiller général sous l'Empire. Il est président du tribunal de première instance de Roanne de 1816 à 1819.